# Флорал Сити (Флорида)
Флорал Сити (енгл. Floral City) насељено је место без административног статуса у америчкој савезној држави Флорида.

## Демографија
По попису из 2010. године број становника је 5.217, што је 228 (4,6%) становника више него 2000. године.
| Група             | 2000.         | 2010.         |
| Белци             | 4.705 (94,3%) | 4.889 (93,7%) |
| Афроамериканци    | 82 (1,6%)     | 68 (1,3%)     |
| Азијати           | 7 (0,1%)      | 15 (0,3%)     |
| Хиспаноамериканци | 128 (2,6%)    | 169 (3,2%)    |
| Укупно            | 4.989         | 5.217         |